# Perla (tipografía)
Perla (para algunos Ágata) es un grado tipográfico que equivale a unos 4 puntos. Está entre los grados de Diamante y Parisiena (que es mayor).
En la tipografía clásica era considerado un grado especial, y una imprenta podía no tenerla. 